# Мичоакан
Мичоака́н (исп. Michoacán), официально Мичоакан-де-Окампо (исп. Michoacán de Ocampo; испанское произношение: [mitʃoaˈkan ðe oˈkampo]). Официальное название Свободный и Суверенный Штат Мичоакан де Окампо (Estado Libre y Soberano de Michoacán de Ocampo) — один из 31 штата в Мексике. Граничит с штатами Колима и Халиско на западе, Гуанахуато и Керетаро на севере, Мехико на востоке, Герреро на юго-востоке и Тихим океаном на юге.
Территория штата составляет 59 864 км². Штат является 16-м в стране по площади и занимает 3 % от общей площади Мексики. В штате проживает 4 351 037 человек (данные на 2010 год). Административным центром штата является город Морелия, который расположен между двумя самыми крупными городами Мексики — Мехико и Гвадалахара.

## Этимология
На языке науа michhuahcān означает «поселение рыбаков». По другой версии, топоним происходит из слова языка тарасков Michmacuan, которое означает «место рядом с водой».

## География

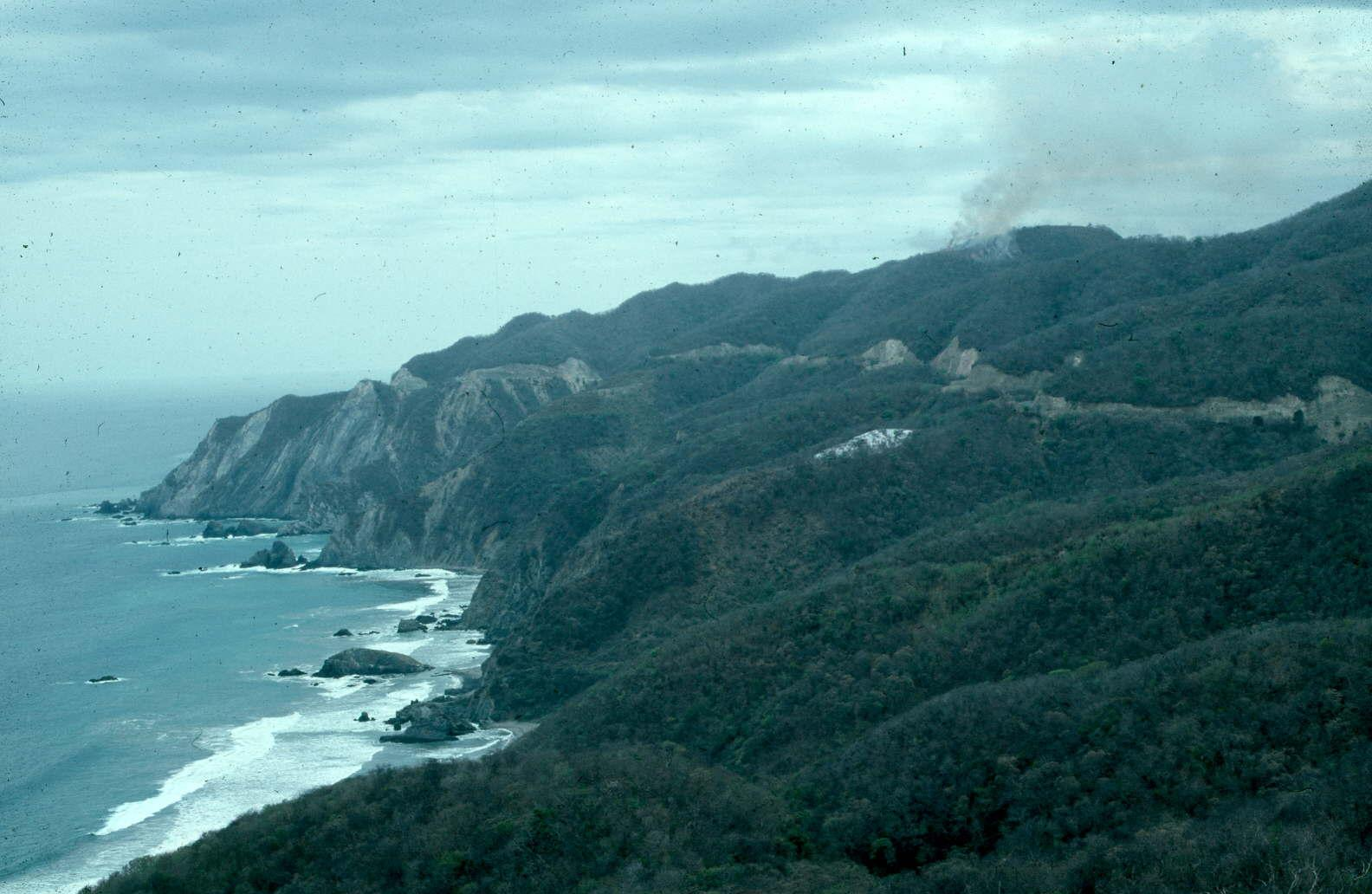
Побережье штата, Сьерра-Мадре-дель-Сур

Мичоакан расположен в центральной части Мексики, площадь штата составляет 59 864 км² (около 3 % от общей площади страны). Длина береговой линии составляет 217 км. Сьерра-Мадре-дель-Сур пересекает Мичоакан с северо-запада на юго-восток вдоль тихоокеанского побережья и занимает около 55 % от площади штата. Средняя высота гор составляет 2900 м над уровнем моря. Мексиканский трансвулканический пояс пересекает штат с запада на восток от долины Толука до долины Мехико. На территории Мичоакана расположены несколько вулканов, наиболее известный из них — Парикутин, спящий вулкан Азуфрес. Территории штата включает обширную речную сеть, включая две крупнейшие реки страны: Лерма и Бальсас. Высота штата над уровнем моря колеблется от 0 м до 3840 м.
Климат зависит от высоты над уровнем моря и географических особенностей местности. Средние температуры колеблются от 13 до 29 °С. Средний уровень осадков составляет 806 мм.
Растительность также зависит от высоты: между 2600 м и 3500 м произрастают хвойные леса, между 1000 м и 2600 м. — смешанные леса, ниже этой отметки — широколиственные и тропические леса. На севере и северо-востоке имеются травянистые районы.

## История

### До-испанский период

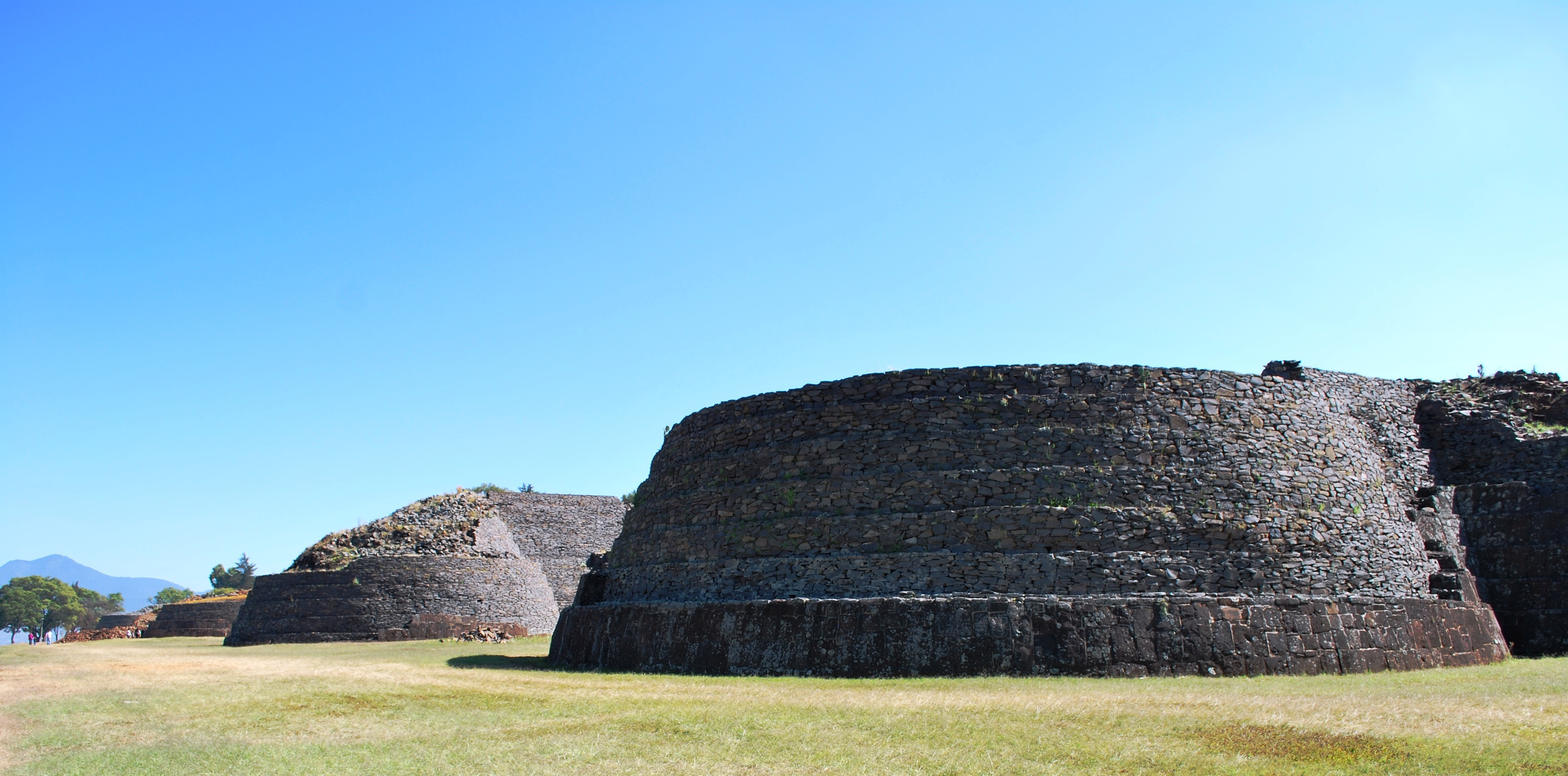
Пирамиды Цинцунцана

По археологическим данным люди населяли территорию Мичоакана, по крайней мере, 10 тыс. лет назад. В до-испанский период здесь проходило несколько миграционных потоков. Здесь селились рода народа пиринда (Pirinda), ацтеки, уэтамо, колимоте, пурепечи, отоми, матласинки и текос.
Более чем 2 тысячи лет Мичоакан являлся домом для пурпеч. Этот народ был одним из самых развитых в мезоамериканского мире. Название штата происходит от ацтекского: michin (рыба), hua (свой собственный) и can (место). Тараски, проживающие на территории современного Мичоакана всегда называли себя пурепечами. Но когда в начале XVI века пришли испанские завоеватели, они дали им название от их собственного языка. Название индейцев, тараски, было взято из их родного языка tarascué, что означает «брат по договору».
Язык пурепеч не был связан ни со одной известной семьёй языков. Хотя язык был составлен из частей многих других, но никакой особой связи между ними не было. Хотя пурепечи жили в Мезоамерике, никакой связи между другими поселениями не было, потому что пурепечи проводили изолированную политику.
Пурепечи были потомками чичимеков, которые, под предводительством своего военного вождя Иреты Тикатеме (Hireta Ticáteme), пришли в 9 в. с севера и осели в районе озера Пацкуаро. До 13 в. как и ацтеки, пурепечи занимались рыбной ловлей, сельским хозяйством. В 14 в. иреча (господин многих народов) Тариакури (Tariácuri) консолидировал политические, социальные и религиозные тенденции в империи. Завоевание соседних племён и территорий произошло между 1401 и 1450. К концу 15 в. владения пурепечей соперничали с ацтекскими. К моменту своей смерти Тариакури разделил империю на три княжества: Пацкуаро (Pátzcuaro), которое получил его сын Икингаре (Hiquíngare), Куйюакан-Иуацио (Cuyuacan-lhuatzio), которое получил племянник Ирипан (Hiripan) и Цинцунцан (Tzintzuntzan), которое досталось другому племяннику Тангашуану (Tangaxuán). Когда ацтеки, под командованием Ашаякатля (Axayácatl), попытались вторгнуться в пределы пурепечей, то три царства объединились под командованием Цициспандакуаре — сына Тангашуана I и дали мощный отпор захватчикам. Испанцы, прибыв в Теночтитлан, застали в пределах пурепечей эру иречи Суанги ('Zuanga) — сына Цициспандакуаре (Tzitzispandácuare) — Тангашуана II. Это позже стало причиной того, что пурепечи отказались помогать ацтекам в их борьбе с испанцами. Перед приходом испанцев на их территорию, тогдашний их иреча Суанга умер от оспы. Его преемником стал Тангашуан II.

### Испанский период

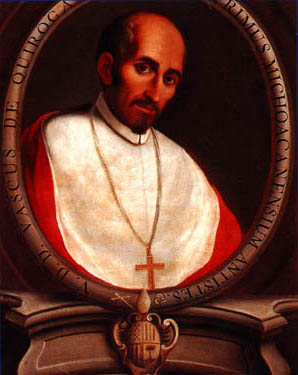
Портрет епископа де Кирога

Первым испанцем, появившимся в пределах пурепечской империи, был 32-летний авантюрист и конкистадор Кристобаль де Олид (Cristóbal de Olid). Сокрушение Теночтитлана и обещание не трогать царства Тангашуана II, привело к мирному переходу под испанское покровительство. Однако же, колониальный администратор Новой Испании Н. де Гусман (Nuño Beltrán de Guzmán) отказался от этого соглашения и предательски убил царя пурепечей в 1530.
В первые годы завоевания Мичоакан был частью «королевства Мехико», которое включало территории современных штатов Керетаро, Идальго, Тласкала, Оахака, Морелос, Герреро, Веракрус, Табаско, Мичоакан, Гуанахуато и части Сан Луис Потоси, Халиско и Колимы. Эти земли были разделены на энкомьенды среди испанских конкистадоров. Провинции с наибольшим населением были названы Алькальдии Майорес (Alcaldias Mayores), а Мичоакан являлся одной из них, со столицей сначала в Цинцунцане. Вскоре она была перенесена в Пацкуаро, и, в конце концов, обосновалась в Вальядолиде (с 1828 — Морелия).
После завоевания, десятки монастырей на территории Мичоакана создали монахи францисканского, августинского, кармелитского и других орденов. Первый губернатор Н. де Гусман нарушил социальный и экономический порядок в области. В. де Кирога (Vasco de Quiroga), наследовавший Гусману, с помощью католических монахов сумел восстановить разрушенные предшественником экономические и социальные институты туземцев. Кирога основал испанский город Пацкуаро, переименованный в 1538 в Сьюдад Мечуакан (Ciudad de Mechuacán). За свои усилия Кирога по-прежнему почитается в районе Пацкуаро как «Tata (дедушка) Vasco.» В 1536 Папой Павлом III была создана епархия Мичоакан, а её границы совпадали с рубежами царства Пурепечей. Её первым епископом и стал Кирога.
С 16 по 18вв. было построено множество августинских, кармелитских и францисканских монастырей. Также строились и гражданские сооружения, особенно в современной Морелии. В областях Ангангео (Angangueo), Тлальпухауа (Tlalpujahua) и Ингуаран (Inguaran) начались горнодобывающие работы, также началось создание сельскохозяйственных и животноводческих асьенд (хозяйств). В Тирипетио (Tiripetío) была основана первая в Америке высшая школа — университет.
В 1602 Мичоакан был отделён от Мехико. Из-за жестокой эксплуатации, болезней и притеснений, к середине 17 в. количество индейского населения сократилось на половину. В 1776 провинция Мичоакан была уменьшена до размеров современных Мичоакана и Колимы. Вскоре после этого Колима была присоединена к провинции Гвадалахара, в результате чего территория Мичоакана почти приобрела современные очертания.
В течение колониального периода экономика была сконцентрирована в руках рождённых в Испании испанцев, которые владели огромными асьендами и обширными землями. Они также держали в своих руках шахты в таких местах, как Тлальпухауа, Ангангео и Уэтамо (Huetamo). Коренные жители использовались на тяжёлых работах на этих шахтах и асьендах, также не редкостью было и рабство. Образование было ограничено только для испанцев и находилось под контролем Церкви. Основными учебными заведениями были Коллегия Св. Николая, основанная в 16 в. и семинарии Св. Петра и Св. Павла, основанные в 18 в. Эти заведения подготовили ряд выдающихся личностей, а самым известным из них был М. Идальго-и-Костилья.

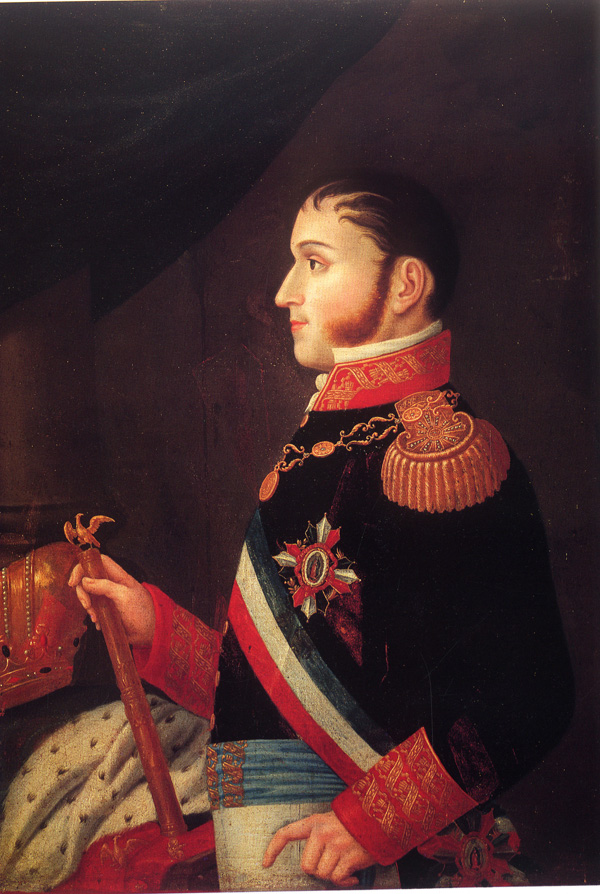
Портрет императора Аугустина I

В конце 18 в. идеи Просвещения из Европы начали проникать в среду высшего класса государства, особенно в Вальядолиде и Саморе (Zamora). Это, в конечном итоге привело к войне за независимость Мексики в начале 19 в. Эта война была предопределена в 1809 заговором в Вальядолиде, который, правда был раскрыт. Участники этого заговора были высланы в разные районы Новой Испании, где они распространяли идеи свободы, равенства и братства. Один из первых и главных героев Мексиканской войны за независимость М. Идальго и Костилья (Miguel Hidalgo y Costilla) получил образование священника в провинции Мичоакан и начал распространять идеи Просвещения здесь. Вскоре после Клича Долорес в Гуанахуато, большое число людей, вняв этим идеям, пошли за ним против колониального правительства, взяв в руки оружие. В их числе были М. де ла Торре (Manuel de la Torre Lloreda), Г. Боканегра (Gertrudis Bocanegra), Х. М. Гарсия (José María Garcia Obeso) и И. Лопес (Ignacio López Rayón). Во время своей кампании Идальго вернулся в Вальядолид, где издал указ о ликвидации рабства. После смерти Идальго большая часть правительства повстанцев находилась в Мичоакане с документами такими, как «Primera Constitución o Decreto Constitucional para la Libertad de la América Mexicana» («Первая конституция или Конституционный Декрет за Свободу Мексиканской Америки») и «Sentimientos de la Nacion» («Сознание Нации»), которые определяли конституции на ближайшие годы. Первый мексиканский Верховный суд был также здесь основан. Мексиканская война за независимость закончилась победой повстанцев во главе с уроженцем Мичоакана А. де Итурбиде, который взял Морелию в мае 1821.

### Период независимости Мексики
После окончания войны в 1821, территория Мичоакана была преобразована 31. января 1824 в Суверенный и Свободный штат. Первым губернатором Мичоакана стал А. де Кастро (Antonio de Castro). Этот штат был сначала разделён на 4 департамента и 22 части. Первая конституция была принята в 1825. В 1828 в честь Х. М. Морелоса Вальядолид был переименован в Морелию.
Во время борьбы либералов-федералистов и консерваторов-унитаристов (централистов) в Мексике в 19 в. правительство Мичоакана не раз менялось с калейдоскопической частотой. В 1836 штат был преобразован в департамент с усечёнными правами, а в 1846 — снова в штат. В этом же году из части территории штата была выделена территория, на которой был образован штат Колима. В 1849 был отделён муниципалитет Койюка (Coyuca), который составил штат Герреро. С 1853 по 1856 Мичоакан снова был преобразован в департамент. В 1857 муниципалитет Контепек (Contepec), который был присоединён к штату Гуанахуато.
Во время французской интервенции в Мексику в 1863 Морелия была взята французскими войсками. В это время здесь началось мощное сопротивление интервентам, и французы предприняли карательные операции, такие как в Ситакуаро (Zitácuaro), где большая часть города была сожжена. Одной из первых побед над французами произошла в Саморе.
Во время правления президента П. Диаса в Мичоакане положение было относительно спокойным и стабильным. Получила развитие горнодобывающая промышленность. Были построены новые дороги, как шоссейные, так и железные, проведён телеграф и телефон.
Мексиканская революция пришла в Мичоакан в 1911, когда верные Ф. И. Мадеро (Francisco I. Madero) провозгласили Санта Клару дель Кобре (Santa Clara del Cobre) своей территорией. Это привело к отставке губернатора А. Мендосы (Aristeo Mendoza). Борьба между различными группировками продолжалась в разных частях штата до конца войны.

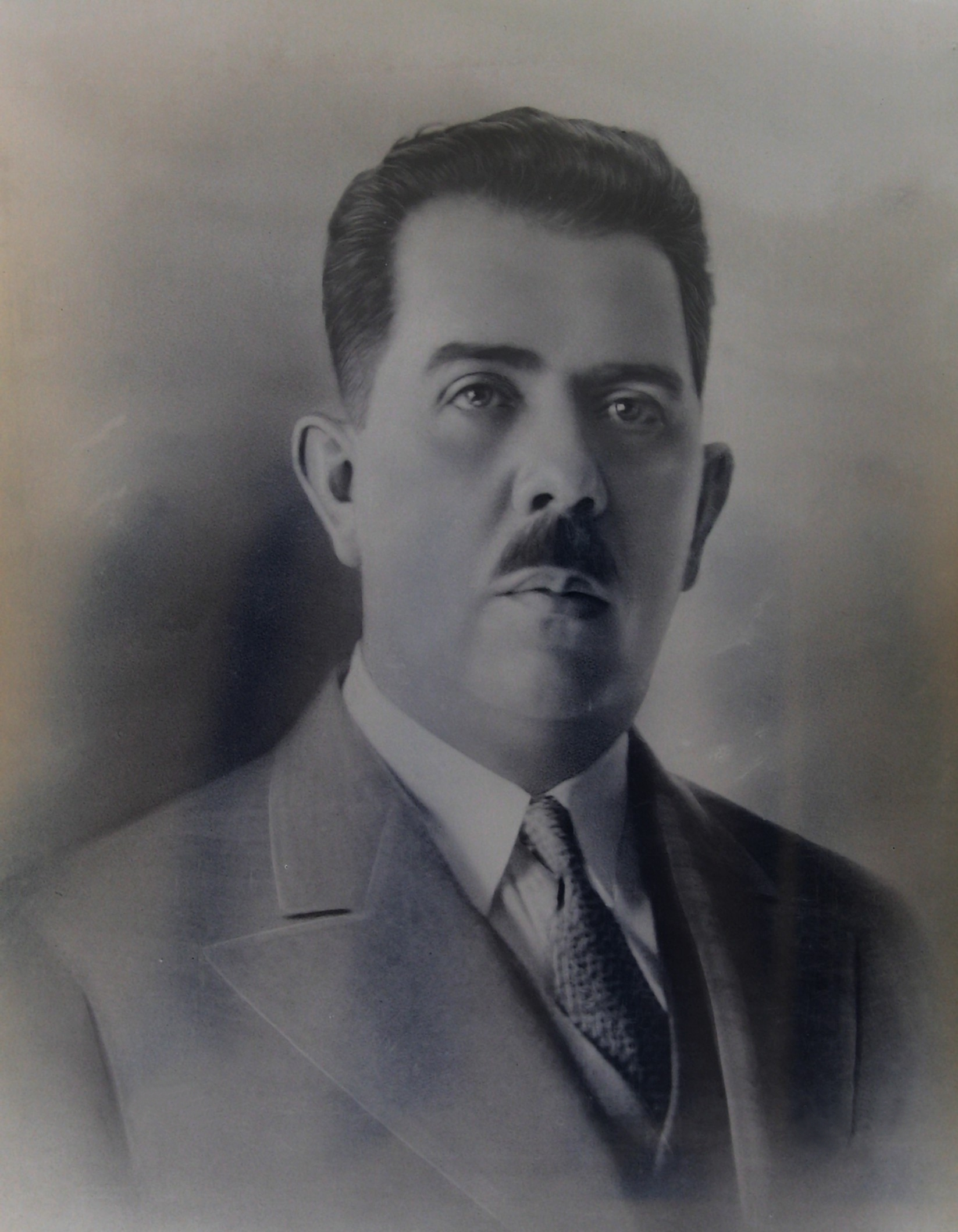
Ласаро Карденас

В 1918 была принята новая конституция штата. В 1920 был создан Университет Мичоакана Св. Николая де Идальго (Universidad Michoacana de San Nicolás de Hidalgo). Вскоре после окончания революции, началась война Кристеро, которая тяжело отразилась на сельскохозяйственном производстве и распределении. В 1926 война закончилась. Ближе к концу войны, Л. Карденас (Lázaro Cárdenas) от право-социалистической Институционно-Революционной партии (PRI) был избран губернатором штата и оставался им до 1932, когда он был избран президентом Мексики. В 1960-х — 1970-х правительством штата предпринимались попытки по модернизации экономики. Росло значение туризма. Были построены новые дороги, гостиницы, магазины. В политическом плане, в 2002 монополия партии PRI была нарушена избранием на пост губернатора кандидата от социал-демократической партии Демократической Революции (PRD). Так произошло и в 2008. В октябре 2011 прошли внеочередные выборы губернатора, на которых победу одержал представитель PRI. Таким образом, социалисты вернули себе власть в Мичоакане после 7-летнего перерыва.

## Население
По данным на 2010 год население штата составляет 4 351 037 человек. Ежегодный прирост населения в период с 2005 по 2010 составляет 1,9 %. Население главным образом сконцентрировано на севере Мичоакан. Индейское населения составляет около 7 %.

## Административное деление

Административная карта Мексики.

Административная карта штата Мичоакан.

В административном отношении делится на 113 муниципалитетов:
| INEGI код | Муниципалитеты (русск.)       | Муниципалитеты (ориг.)          |
| --------- | ----------------------------- | ------------------------------- |
| 001       | Акуицио                       | (Acuitzio)                      |
| 002       | Агилилья                      | (Aguililla)                     |
| 003       | Альваро-Обрегон               | (Álvaro Obregón)                |
| 004       | Ангамакутиро                  | (Angamacutiro)                  |
| 005       | Ангангео                      | (Angangueo)                     |
| 006       | Апацинган                     | (Apatzingán)                    |
| 007       | Апоро                         | (Aporo)                         |
| 008       | Акила                         | (Aquila)                        |
| 009       | Арио                          | (Ario)                          |
| 010       | Артеага                       | (Arteaga)                       |
| 011       | Брисеньяс                     | (Briseñas)                      |
| 012       | Буэнависта                    | (Buenavista)                    |
| 013       | Каракуаро                     | (Carácuaro)                     |
| 014       | Чарапан                       | (Charapan)                      |
| 015       | Чаро                          | (Charo)                         |
| 016       | Чавинда                       | (Chavinda)                      |
| 017       | Черан                         | (Cherán)                        |
| 018       | Чильчота                      | (Chilchota)                     |
| 019       | Чиникуила                     | (Chinicuila)                    |
| 020       | Чукандиро                     | (Chucándiro)                    |
| 021       | Чуринцио                      | (Churintzio)                    |
| 022       | Чурумуко                      | (Churumuco)                     |
| 023       | Коауаяна                      | (Coahuayana)                    |
| 024       | Коалькоман-де-Васкес-Пальярес | (Coalcomán de Vázquez Pallares) |
| 025       | Коэнео                        | (Coeneo)                        |
| 026       | Кохуматлан-де-Регулес         | (Cojumatlán de Régules)         |
| 027       | Контепек                      | (Contepec)                      |
| 028       | Копандаро                     | (Copándaro)                     |
| 029       | Котиха                        | (Cotija)                        |
| 030       | Куицео                        | (Cuitzeo)                       |
| 031       | Экуандурео                    | (Ecuandureo)                    |
| 032       | Эпитасио-Уэрта                | (Epitácio Huerta)               |
| 033       | Эронгарикуаро                 | (Erongarícuaro)                 |
| 034       | Габриэль-Самора               | (Gabriel Zamora)                |
| 035       | Идальго                       | (Hidalgo)                       |
| 036       | Ла-Уакана                     | (La Huacana)                    |
| 037       | Уандакарео                    | (Huandacareo)                   |
| 038       | Уаникео                       | (Huaniqueo)                     |
| 039       | Уэтамо                        | (Huetamo)                       |
| 040       | Уирамба                       | (Huiramba)                      |
| 041       | Индапарапео                   | (Indaparapeo)                   |
| 042       | Иримбо                        | (Irimbo)                        |
| 043       | Истлан                        | (Ixtlán)                        |
| 044       | Хакона                        | (Jacona)                        |
| 045       | Хименес                       | (Jiménez)                       |
| 046       | Хикильпан                     | (Jiquilpan)                     |
| 047       | Хосе-Систо-Вердуско           | (José Sixto Verduzco)           |
| 048       | Хуарес                        | (Juárez)                        |
| 049       | Хунгапео                      | (Jungapeo)                      |
| 050       | Лагунильяс                    | (Lagunillas)                    |
| 051       | Ла-Пьедад                     | (La Piedad)                     |
| 052       | Ласаро-Карденас               | (Lázaro Cárdenas)               |
| 053       | Лос-Рейес                     | (Los Reyes)                     |
| 054       | Мадеро                        | (Madero)                        |
| 055       | Мараватио                     | (Maravatío)                     |
| 056       | Маркос-Кастельянос            | (Marcos Castellanos)            |
| 057       | Морелия                       | (Morelia)                       |
| 058       | Морелос                       | (Morelos)                       |
| 059       | Мухика                        | (Múgica)                        |
| 060       | Науацен                       | (Nahuatzen)                     |
| 061       | Нокупетаро                    | (Nocupétaro)                    |
| 062       | Нуэво-Парангарикутиро         | (Nuevo Parangaricutiro)         |
| 063       | Нуэво-Уречо                   | (Nuevo Urecho)                  |
| 064       | Нумаран                       | (Numarán)                       |
| 065       | Окампо                        | (Ocampo)                        |
| 066       | Пахакуаран                    | (Pajacuarán)                    |
| 067       | Пининдикуаро                  | (Panindícuaro)                  |
| 068       | Парачо                        | (Paracho)                       |
| 069       | Паракуаро                     | (Parácuaro)                     |
| 070       | Пацкуаро                      | (Pátzcuaro)                     |
| 071       | Пенхамильо                    | (Penjamillo)                    |
| 072       | Перибан                       | (Peribán)                       |
| 073       | Пуреперо                      | (Purépero)                      |
| 074       | Пуруандиро                    | (Puruándiro)                    |
| 075       | Керендаро                     | (Queréndaro)                    |
| 076       | Кирога                        | (Quiroga)                       |
| 077       | Сауайо                        | (Sahuayo)                       |
| 078       | Сальвадор-Эскаланте           | (Salvador Escalante)            |
| 079       | Сан-Лукас                     | (San Lucas)                     |
| 080       | Санта-Ана-Майя                | (Santa Ana Maya)                |
| 081       | Сенгио                        | (Senguío)                       |
| 082       | Сусупуато                     | (Susupuato)                     |
| 083       | Такамбаро                     | (Tacámbaro)                     |
| 084       | Танситаро                     | (Tancítaro)                     |
| 085       | Тангамандапио                 | (Tangamandapio)                 |
| 086       | Тангансикуаро                 | (Tangancícuaro)                 |
| 087       | Тануато                       | (Tanhuato)                      |
| 088       | Таретан                       | (Taretan)                       |
| 089       | Таримбаро                     | (Tarímbaro)                     |
| 090       | Тепалькатепек                 | (Tepalcatepec)                  |
| 091       | Тингамбато                    | (Tingambato)                    |
| 092       | Тингуиндин                    | (Tingüindín)                    |
| 093       | Тикичео-де-Николас-Ромеро     | (Tiquicheo de Nicolas Romero)   |
| 094       | Тлальпухауа                   | (Tlalpujahua)                   |
| 095       | Тласасалька                   | (Tlazazalca)                    |
| 096       | Токумбо                       | (Tocumbo)                       |
| 097       | Тумбискатио                   | (Tumbiscatío)                   |
| 098       | Турикато                      | (Turicato)                      |
| 099       | Туспан                        | (Tuxpan)                        |
| 100       | Тусантла                      | (Tuzantla)                      |
| 101       | Цинцунцан                     | (Tzintzuntzan)                  |
| 102       | Цицио                         | (Tzitzio)                       |
| 103       | Уруапан                       | (Uruapan)                       |
| 104       | Венустиано-Карранс            | (Venustiano Carranza)           |
| 105       | Вильямар                      | (Villamar)                      |
| 106       | Виста-Эрмоса                  | (Vista Hermosa)                 |
| 107       | Юрекуаро                      | (Yurécuaro)                     |
| 108       | Сакапу                        | (Zacapu)                        |
| 109       | Самора                        | (Zamora)                        |
| 110       | Синапаро                      | (Zináparo)                      |
| 111       | Синапекуаро                   | (Zinapécuaro)                   |
| 112       | Сиракуаретиро                 | (Ziracuaretiro)                 |
| 113       | Ситакуаро                     | (Zitácuaro)                     |

## Экономика
Экономика штата базируется на сельском хозяйстве, животноводстве, лесном хозяйстве, рыболовстве. В сельскохозяйственном секторе занято 34 % населения, в производственном секторе и добыче — 23 % населения, в торговле — 37 %. Основные сельскохозяйственные культуры включают кукурузу, сорго, авокадо, клубнику, персики, пшеницу, лаймы, сахарный тростник, манго. Леса занимают около 60 % территории Мичоакана, наиболее продуктивные и экономические важные из них занимают восточные и центральные районы штата.
Важное место в экономике занимает добывающая промышленность, имеются месторождения таких ископаемых, как: железо, медь, цинк, олово, серебро, золото, кадмий, песок, известняк и др. Большинство месторождений сосредоточены на востоке штата, вблизи границы со штатом Мехико, хотя железные шахты находятся вблизи побережья. Промышленность развита главным образом в центральных районах штата, вблизи столицы. Важными отраслями являются производство чугуна и стали, целлюлозно-бумажная и пищевая промышленность.

## Туризм
Имеются памятники колониальной архитектуры, а также природные достопримечательности. В Морелии памятники включат кафедральный собор, законченный в 1744 году и другие здания и сооружения XVIII века. Уруапан также интересен своей архитектурой, основные памятники включают Ла-Уатапера (больницу колониальных времён, основанную Васко-де-Кирога), храм Сан-Франциско и музей Эдуардо-Руис. Другая достопримечательность города — самый узкий в мире дом, зафиксирована а Книге Рекордов Гиннесса.

## Герб
Герб штата представляет собой четырёхчастный щит с синей каймой. В первой части на червлёном поле изображена золотая конная статуя национального героя Х. М. Морелоса. Эта часть щита символизирует силу, победу, мужество. Во второй части, также червлёной, изображены три золотые короны, символизирующие три вождества, на которые был поделен Мичоакан до конкисты — Tzintzuntzán, Pátzcuaro и Ihuatzio. В третьем поле щита на золотом фоне изображены символы промышленности — зубчатое колесо, доменные печи. В четвёртом поле, также на золотом фоне — символы культуры — раскрытая книга, здание университета Тирипетио (Universidad de Tiripetio) — первого университета на американском континенте. На синей кайме щита, которая символизирует справедливость, рвение, правду, верность, любовь, красоту и прозрачность рек и неба, расположены 16 серебряных пятиконечных звёзд — образ счастья и означают величие, правду, свет, величие и мир. Под щитом золотая девизная лента, на которой начертано Heredamos libertad, legaremos justicia social, что значит «Унаследовали Свободу, Завещаем Социальную Справедливость». Щит снизу обрамляет венок из ветвей тростника и лавра. А сверху — золотой намёт. Венчает герб ацтекский иероглиф, символизирующий надежду дружбу, служение и уважение. Штат Мичоакан не имеет официально утверждённого флага. Часто используется белое полотнище с изображением герба в центре.
По материалам Википедии на английском, испанском, польском и нидерландском языках.